# Stadthalle Hagen

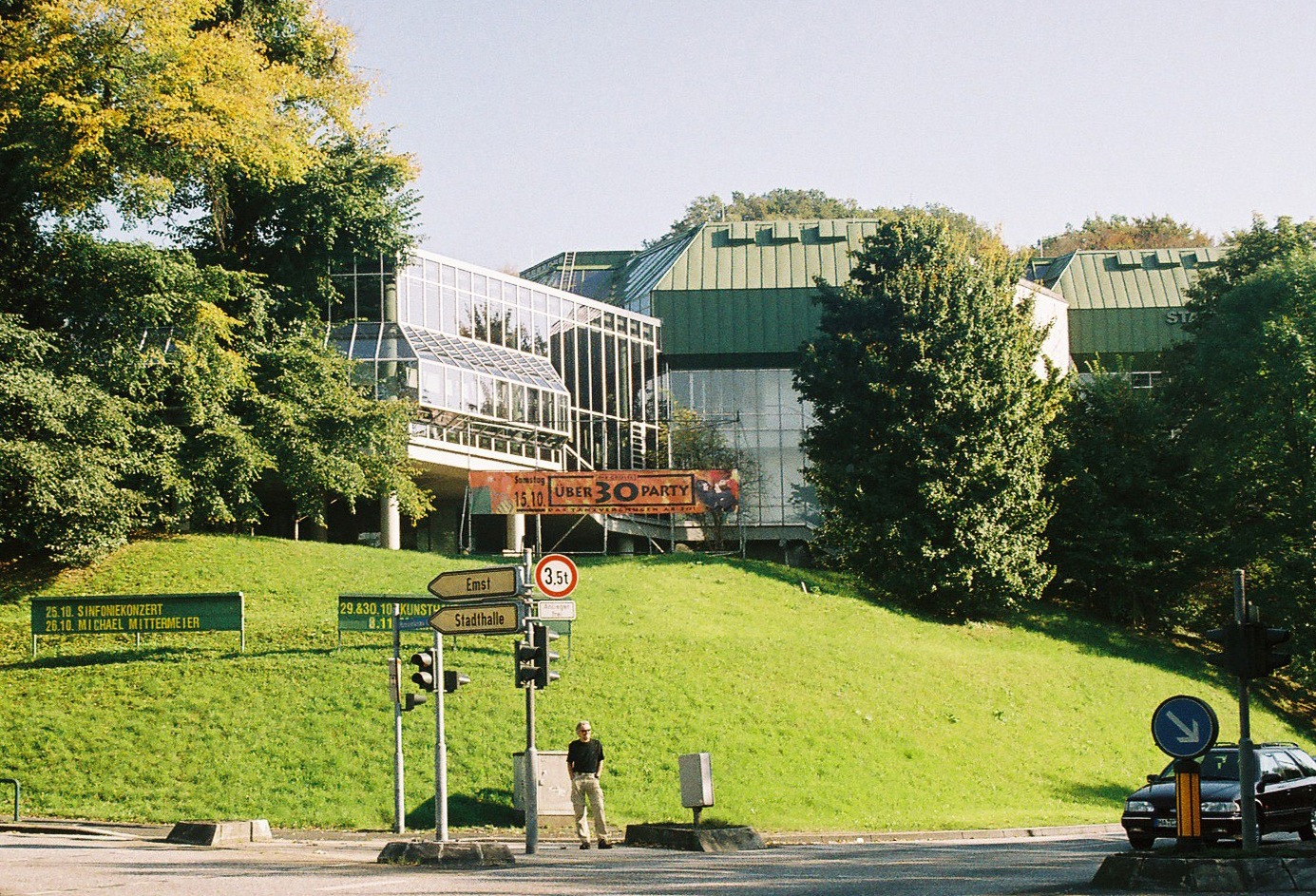
Stadthalle Hagen (2005)

Die Stadthalle Hagen ist eine 1981 eröffnete Veranstaltungshalle in Hagen.

## Gebäude
Die Halle liegt am Rande der Innenstadt, in einem ehemaligen Steinbruch an der Mündung des Wasserlosen Tals in das Volmetal. Das filigrane Gebäude ist das Werk der Architekten Hartwig Brettschneider, Sigrund Dechêne und Eckhard Gerber und im typischen Stil der 1970/80er Jahre gebaut. Die Materialien Beton, Holz, Stahl und Glas erlauben, dass sich die Stadthalle mit ihrem Foyer und großzügigen Glasflächen sichtbar zur Stadt öffnet. Die Felsenlandschaft durchdringt die Stadthalle, die abgetreppt der vorhandenen Topographie folgt. Mittelpunkt des Gebäudes ist der Große Saal, der bei normaler Bestuhlung 1650 Menschen Platz bietet.

## Heutige Nutzung
In der Stadthalle finden Galas, Firmenveranstaltungen, Tagungen, Ausstellungen und Konzerte statt.